# 極小イデアル
環論という抽象代数学の分野において、環 R の極小右イデアル (minimal right ideal) とは、他の 0 でない右イデアルを含まない 0 でない右イデアルのことである。同様に、極小左イデアル は R の他の 0 でない左イデアルを含まない R の 0 でない左イデアルで、R の極小イデアルとは R の他の 0 でない両側イデアルを含まない 0 でないイデアルのことである(Isaacs 2009, p.190)。
別の言い方をすれば、極小右イデアルは包含で順序を入れた R の 0 でない右イデアル全体からなる半順序集合の極小元である。この文脈の外ではイデアルのある半順序集合は零イデアルを持つかもしれず 0 がその半順序集合における極小元となるかもしれないことに注意しよう。例えば素イデアルの集合がそうである。極小素イデアルとして零イデアルを持つかもしれない。

## 定義
環 R の極小右イデアル N の定義は次の条件と同値である：
- K が R の右イデアルで {0} ⊆ K ⊆ N であれば、K = {0} または K = N である。
- N は単純右 R 加群である。

極小右イデアルは極大右イデアルの双対概念である。

## 性質
極小イデアルに関する多くの標準的な事実が (Anderson & Fuller 1999), (Isaacs 1992), (Lam 2001), (Lam 1999) のような標準的なテキストにおいて見つけられる。
- 単位的環において極大右イデアルが必ず存在することは事実である。対照的に、極小右、左、または両側イデアルが環において存在する保証はない。
- 環の右半単純成分 {\displaystyle \mathrm {soc} (R_{R})} は R の極小右イデアルのことばによって定義される重要な構造である。
- すべての右イデアルが極小右イデアルを含むような環はちょうど本質右半単純成分を持つような環である。
- 任意の右アルティン環や右Kasch環は極小右イデアルを持つ。
- 可除環でない域は極小右イデアルを持たない。
- 単位元を持つ環において、極小右イデアルは単項右イデアルでなければならない。なぜならば、極小右イデアル N の任意の 0 でない元 x に対して、集合 xR は N に含まれる R の 0 でない右イデアルでありしたがって xR = N だからである。
- Brauer's lemma: 環 R の任意の極小右イデアル N は N2 = {0} あるいは R のある冪等元に対し N = eR を満たす (Lam 2001, p.162)。
- N1 と N2 が R の同型でない極小右イデアルであれば、積 N1N2 = {0} である。
- N1 と N2 が環　R の相異なる極小イデアルであれば、N1N2 = {0}.
- 極小右イデアルを持つ単純環は半単純環である。
- 半素環において、極小右イデアルが存在することと極小左イデアルが存在することは同値である。 (Lam 2001, p.174)

## 一般化
右加群 M の非零部分加群 N が極小部分加群 (minimal submodule) であるとは、M の他の非零部分加群を含まないことをいう。同じことであるが、N は M の単純部分加群である。非零部分両側加群 N を N が他の非零部分両側加群を含まないときに M の極小部分両側加群と呼ぶことによって両側加群にも拡張できる。
加群 M を右 R 加群 RR ととれば、明らかに極小部分加群はちょうど R の極小右イデアルである。同様に、R の極小左イデアルはちょうど左加群 RR の極小部分加群である。両側イデアルの場合には R の極小イデアルはちょうど両側加群 RRR の極小部分両側加群であることが分かる。
環のときと同様、加群において極小部分加群が存在する保証はない。極小部分加群は加群の半単純成分を定義するのに使うことができる。